# Karl Alexandrowicz
Karl Alexandrowicz, avstrijski general, * 18. junij 1855, † 1. december 1921.

## Življenjepis
V letih 1906–1908 je bil poveljnik 18. domobranskega pehotnega polka.
Potem ko se je 1. decembra 1909 upokojil, je bil 19. novembra 1911 povišan v naslovnega generalmajorja.

## Pregled vojaške kariere
Napredovanja
- naslovni generalmajor: 19. november 1911